# Вознесенский сельсовет (Абанский район)
Вознесенский сельсовет — сельское поселение в Абанском районе Красноярского края.
Административный центр — село Вознесенка.

## Население
| 2010 | 2012 | 2013 | 2014 | 2015 | 2016 | 2017 |
| ---- | ---- | ---- | ---- | ---- | ---- | ---- |
| 324  | ↘302 | ↘301 | ↘283 | ↘262 | ↗264 | ↗269 |
| 2018 | 2019 | 2020 | 2021 |      |      |      |
| ↘268 | ↘258 | →258 | ↗262 |      |      |      |

## Состав сельского поселения
| № | Населённый пункт | Тип населённого пункта       | Население |
| - | ---------------- | ---------------------------- | --------- |
| 1 | Вознесенка       | село, административный центр | ↗262      |

В 2001 году упразднён посёлок Лысогорск.

## Местное самоуправление
Вознесенский сельский Совет депутатов
Дата избрания: 14.03.2010. Срок полномочий: 5 лет. Количество депутатов:8
Глава муниципального образования
- Левкова Раиса Николаевна. Дата избрания: 14.03.2010. Срок полномочий:5 лет